# Stomatocolpodia cristiformis
Stomatocolpodia cristiformis är en tvåvingeart som beskrevs av Fedotova 2004. Stomatocolpodia cristiformis ingår i släktet Stomatocolpodia och familjen gallmyggor. Inga underarter finns listade i Catalogue of Life.